# Lidia Czechak
Lidia Czechak z domu Kasprzak (ur. 3 lutego 1976 w Jarocinie) – polska polityk, prawniczka, urzędniczka i działaczka samorządowa, starosta powiatu jarocińskiego (2018–2024), posłanka na Sejm X kadencji (od 2024).

## Życiorys
Córka Leszka i Danuty. Z zawodu prawniczka. W 2001 ukończyła prawo na Uniwersytecie im. Adama Mickiewicza w Poznaniu. W 2013 została absolwentką studiów doktoranckich w Katedrze Prawa Rolnego tej samej uczelni. Ponadto ukończyła studia podyplomowe na kierunkach integracja europejska – agrobiznes i obszary wiejskie oraz zarządzanie kadrami, a także studia podyplomowe Executive MBA. Od 2006 pracowała w Agencji Restrukturyzacji i Modernizacji Rolnictwa. Była m.in. zastępczynią dyrektora oddziału regionalnego ARiMR w Poznaniu, a w 2018 krótko pełniła obowiązki dyrektora tego oddziału.
Zaangażowała się w działalność polityczną w ramach Prawa i Sprawiedliwości, weszła w skład zarządu okręgowego partii. W wyborach w 2004 z listy PiS ubiegała się o wybór do Parlamentu Europejskiego. W 2006 uzyskała mandat radnej Sejmiku Województwa Wielkopolskiego III kadencji. W 2010 weszła w skład rady miejskiej Jarocina, startowała w tych wyborach także na urząd burmistrza. Mandat radnej Jarocina zdobyła także w 2014. W 2018 i 2024 była wybierana do rady powiatu jarocińskiego. Po wyborach samorządowych w 2018 powołano ją na urząd starosty tego powiatu. Ponownie objęła tę funkcję po kolejnych wyborach w 2024.
Bez powodzenia kandydowała do Sejmu z okręgu kaliskiego w kolejnych wyborach w 2005, 2007, 2011, 2015, 2019 i 2023. Kilkukrotnie zajmowała pierwsze niebiorące miejsce na okręgowej liście swojej partii. 26 czerwca 2024 objęła mandat posłanki X kadencji, zastępując Marlenę Maląg, która została wybrana do Parlamentu Europejskiego. Została członkinią Komisji Administracji i Spraw Wewnętrznych oraz Komisji Polityki Społecznej i Rodziny.

## Odznaczenia
W 2023 została odznaczona Złotym Krzyżem Zasługi.

## Wyniki w wyborach ogólnopolskich
| Wybory | Komitet wyborczy   | Komitet wyborczy       | Organ                            | Okręg          | Wynik        |
| ------ | ------------------ | ---------------------- | -------------------------------- | -------------- | ------------ |
| 2004   |                    | Prawo i Sprawiedliwość | Parlament Europejski VI kadencji | nr 7           | 3086 (0,58%) |
| 2005   | Sejm V kadencji    | Prawo i Sprawiedliwość | nr 36                            | 5279 (1,87%)   |              |
| 2007   | Sejm VI kadencji   | Prawo i Sprawiedliwość | nr 36                            | 10 782 (2,79%) |              |
| 2011   | Sejm VII kadencji  | Prawo i Sprawiedliwość | nr 36                            | 5236 (1,55%)   |              |
| 2015   | Sejm VIII kadencji | Prawo i Sprawiedliwość | nr 36                            | 5668 (1,56%)   |              |
| 2019   | Sejm IX kadencji   | Prawo i Sprawiedliwość | nr 36                            | 11 276 (2,46%) |              |
| 2023   | Sejm X kadencji    | Prawo i Sprawiedliwość | nr 36                            | 7053 (1,30%)   |              |